# Помников, Виктор Григорьевич
По́мников, Ви́ктор Григо́рьевич (1 апреля 1951, Новошахтинск, Ростовская область) — доктор медицинских наук, профессор, зав. кафедрой неврологии МСЭ и реабилитации СПбИУВЭК. Член Президиума Правления общества неврологов России и Санкт-Петербурга. Председатель ассоциации врачей медико-социальной экспертизы. Почетный доктор ФГБУ ФНЦРИ им. Г.А. Альбрехта

## Биография
Помников Виктор Григорьевич (род. 1 апреля 1951, г. Новошахтинск, Ростовская область). Отец Помников Григорий Матвеевич (1925-1995 гг.), участник Великой Отечественной войны, инвалид войны 1 группы по зрению с 1943 года. Мать Помникова Александра Васильевна (1925-2000 гг.). Старший брат — Помников Валерий Григорьевич (род. 1945 г.), полковник вооружённых сил в отставке. В 1975 году закончил Ростовский государственный медицинский институт (ныне университет), где активно занимался в студенческом научном обществе по неврологии, начиная с младших курсов, первую научную работу опубликовал будучи студентом старшего курса института.

В 1976 году закончил интернатуру, а в 1978 году ординатуру по неврологии в СПбИУВЭК, работал в Главном Бюро МСЭпо г. Санкт-Петербургу, нейрохирургом Дорожной больницы (1978-1982 гг..).
В 1987 год защита кандидатской, а в 1996 году докторской диссертации Церебральная сосудистая патология у больных, перенесших закрытую черепно-мозговую травму: клинические, нейрохимические и социальные аспекты) под руководством профессора Макарова А. Ю., (1998).

В СПбИУВЭКе (не считая интернатуру и ординатуру) с 1982 года ассистент кафедры неврологии, МСЭ и реабилитации, доцент; с 1996 г — профессор кафедры, проректор по учебной и научной работе, с 2001 г проректор и заведующий кафедрой неврологии, МСЭ и реабилитации. С 2012 по 2021 год. ректор СПбИУВЭК, с 2021 года заведующий кафедрой СПбИУВЭК. С 1991 по 1997 годы также главный невролог клинической базы (Госпиталь для ветеранов войн).

Отличник здравоохранения. Отмечен почетной грамотой Министерства труда Российской Федерации, Медалью к 300-летию Санкт-Петербурга.

Активный сторонник здорового образа жизни, мастер спорта СССР пот бадминтону, длительное время член сборной команды Ленинграда.

## Научная школа

### Диссертанты
Под научным руководством проф. В. Г. Помникова успешно защищены 24 кандидатские диссертации (2003 г. — Жанкал А. М.; 2005 г. — Белозерцева И. И., Дудкина О. В. — ныне доценты кафедры неврологии; 2006 г. — Корчагина Е. В., Писчаскина Н. Ю.; 2009 г. — Сахарова Н. Ю.; 2010 г. — Эрикенов К. М., Шахбанов С. А., Джунусова К. И.; 2011 г. — Горбунова Е. В.; 2012 г. — Хасанова Н. М., Вознюк О. П.; 2013 г. — Галахова Н. И., Черкасова О. А., Муртазина Т. К., Золоева Ф. В.; 2014 г. — Шихахмедова Ш. А., Юсупова А. Н.; 2017 г. — Татарханова М. Я.; 2018 г. — Токаева С. С., Магомедова Н. Г.; 2019 г. — Махтибекова З. М., Гафурова Д. А.; 2020 г. — Таранцева В. М. На стадии завершения ряд кандидатских и докторских диссертаций.

## Научные труды
Автор и соавтор более 700 публикаций по различным разделам неврологии медико-социальный экспертизы, смежных дисциплин. В. Г. Помников был руководителем нескольких научных работ, успешно выполненных по заданию правительства России. Вместе с сотрудниками института принимал активное участие в разработке многих важных Документов, касающихся медико-социальный экспертизы и реабилитации в России. Виктор Григорьевич является членом президиума правления общества неврологов России и Санкт-Петербурга, председателем ассоциации врачей медико-социальной экспертизы.

## Видео
- История в лицах: Виктор Помников: «Служить обществу, помогать людям», 2018 г.